# Centraal-Afrikaanse Republiek op de Olympische Zomerspelen 2016
De Centraal-Afrikaanse Republiek nam deel aan de Olympische Zomerspelen 2016 in Rio de Janeiro, Brazilië. Het was de tiende deelname van het land aan de Spelen. Net als bij de vorige negen deelnames werd er geen medaille gewonnen. Zwemster en jongste deelnemer Chloe Sauvourel droeg de nationale vlag bij de openings- en sluitingsceremonie.
De zes deelnemers (drie mannen en drie vrouwen) namen deel in vier olympische sportdisciplines. Voor de tiende maal werd in de atletiek deelgenomen, voor de vierde maal in het boksen, voor de derde maal in het taekwondo en voor de tweede maal in het zwemmen. Atlete Elisabeth Mandaba, taekwondoka David Boui en zwemmer Christian Nassif namen voor de tweede keer deel.

## Deelnemers en resultaten
(m) = mannen, (v) = vrouwen 

### Atletiek
| Olympiër (deelname)   | Onderdeel | Resultaat | Prestatie                     |
| --------------------- | --------- | --------- | ----------------------------- |
| Francky-Edgard Mbotto | 800 m (m) | 52e       | serie 7: 7de in 1.52,97       |
|                       |           |           |                               |
| Elisabeth Mandaba     | 800 m (v) | 60e       | serie 8: 8ste in 2.11,70 (NR) |

### Boksen
| Olympiër         | Onderdeel  | Resultaat | Prestatie                                 |
| ---------------- | ---------- | --------- | ----------------------------------------- |
| Judith Mbougnade | –51 kg (v) | 9e        | 1ste ronde: V van COL Valencia: knock-out |

### Taekwondo
| Olympiër (deelname) | Onderdeel  | Resultaat | Prestatie                     |
| ------------------- | ---------- | --------- | ----------------------------- |
| David Boui          | –68 kg (m) | 9e        | voorronde: V van KOR Lee: 0-6 |

### Zwemmen
| Olympiër (deelname) | Onderdeel           | Resultaat | Prestatie             |
| ------------------- | ------------------- | --------- | --------------------- |
| Christian Nassif    | 50 m vrije slag (m) | 84e       | serie 1: 5de in 30,00 |
|                     |                     |           |                       |
| Chloe Sauvourel V   | 50 m vrije slag (v) | 85e       | serie 2: 6de in 37,15 |

Afghanistan · Albanië · Algerije · Amerikaanse Maagdeneilanden · Amerikaans-Samoa · Andorra · Angola · Antigua en Barbuda · Argentinië · Armenië · Aruba · Australië · Azerbeidzjan · Bahama's · Bahrein · Bangladesh · Barbados · België · Belize · Benin · Bermuda · Bhutan · Bolivia · Bosnië en Herzegovina · Botswana · Brazilië · Britse Maagdeneilanden · Brunei · Bulgarije · Burkina Faso · Burundi · Cambodja · Canada · Centraal-Afrikaanse Republiek · Chili · China · Chinees Taipei · Colombia · Comoren · Congo-Brazzaville · Congo-Kinshasa · Cookeilanden · Costa Rica · Cuba · Cyprus · Denemarken · Djibouti · Dominica · Dominicaanse Republiek · Duitsland · Ecuador · Egypte · El Salvador · Equatoriaal-Guinea · Eritrea · Estland · Ethiopië · Fiji · Filipijnen · Finland · Frankrijk · Gabon · Gambia · Georgië · Ghana · Grenada · Griekenland · Groot-Brittannië · Guam · Guatemala · Guinee · Guinee‑Bissau · Guyana · Haïti · Honduras · Hongarije · Hongkong · Ierland · IJsland · India · Indonesië · Irak · Iran · Israël · Italië · Ivoorkust · Jamaica · Japan · Jemen · Jordanië · Kaaimaneilanden · Kaapverdië · Kameroen · Kazachstan · Kenia · Kirgizië · Kiribati · Kosovo · Kroatië · Laos · Lesotho · Letland · Libanon · Liberia · Libië · Liechtenstein · Litouwen · Luxemburg · Macedonië · Madagaskar · Malawi · Malediven · Maleisië · Mali · Malta · Marshalleilanden · Marokko · Mauritanië · Mauritius · Mexico · Micronesië · Moldavië · Monaco · Mongolië · Montenegro · Mozambique · Myanmar · Namibië · Nauru · Nederland · Nepal · Nicaragua · Nieuw-Zeeland · Niger · Nigeria · Noord-Korea · Noorwegen · Oeganda · Oekraïne · Oezbekistan · Oman · Oostenrijk · Oost-Timor · Pakistan · Palau · Palestina · Panama · Papoea-Nieuw-Guinea · Paraguay · Peru · Polen · Portugal · Puerto Rico · Qatar · Roemenië · Rusland · Rwanda · Saint Kitts en Nevis · Saint Lucia · Saint Vincent en Grenadines · Salomonseilanden · Samoa · San Marino · Sao Tomé en Principe · Saoedi-Arabië · Senegal · Servië · Seychellen · Sierra Leone · Singapore · Slovenië · Slowakije · Soedan · Somalië · Spanje · Sri Lanka · Suriname · Swaziland · Syrië · Tadzjikistan · Tanzania · Thailand · Togo · Tonga · Trinidad en Tobago · Tsjaad · Tsjechië · Tunesië · Turkije · Turkmenistan · Tuvalu · Uruguay · Vanuatu · Venezuela · Verenigde Arabische Emiraten · Verenigde Staten · Vietnam · Wit-Rusland · Zambia · Zimbabwe · Zuid-Afrika · Zuid-Korea · Zuid-Soedan · Zweden · Zwitserland
Individuele Olympische Atleten · Olympisch vluchtelingenteam